# Крісті М'юїс
Крістен М'юїс (нар. 25 лютого 1991) — американська професійна футболістка, яка грає[джерело?] на позиції півзахисниці клубу «Г'юстон Деш» Національної жіночої футбольної ліги (NWSL) та національної збірної Сполучених Штатів.

## Особисте життя
З початку 2021 року М'юїс перебуває у одностатевих стосунках з австралійською футболісткою Сем Керр. М'юїс та Керр заручені з кінця 2023 року. 18 листопада 2024 року вона оголосила, що вони з Керр очікують на свою першу дитину, яка має народитися у травні 2025 року. Пізніше вони підтвердили, що чекають на хлопчика на ім'я Джаггер.